# Étréjust
Étréjust (picardisch: Utruju) ist eine nordfranzösische Gemeinde mit 41 Einwohnern (Stand 1. Januar 2022) im Département Somme in der Region Hauts-de-France. Die Gemeinde liegt im Arrondissement Amiens (seit 2009) und ist Teil der Communauté de communes Somme Sud-Ouest und des Kantons Poix-de-Picardie.

## Geographie
Die Gemeinde liegt in einem nach Nordosten abfallenden Trockental (Vallée d’Étréjust) rund sieben Kilometer südwestlich von Airaines und zwölf Kilometer ostsüdöstlich von Oisemont.

## Einwohner
| 1962 | 1968 | 1975 | 1982 | 1990 | 1999 | 2006 | 2011 |
| ---- | ---- | ---- | ---- | ---- | ---- | ---- | ---- |
| 57   | 54   | 48   | 47   | 40   | 39   | 43   | 44   |

## Sehenswürdigkeiten
- Kirche Saint-Martin
- Schloss (seit 1986 als Monument historique eingetragen; Base Mérimée PA00116150)[1]